# Agent vesicant

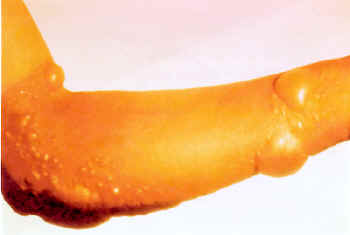
Els agents vesicants causen grans butllofes al cos

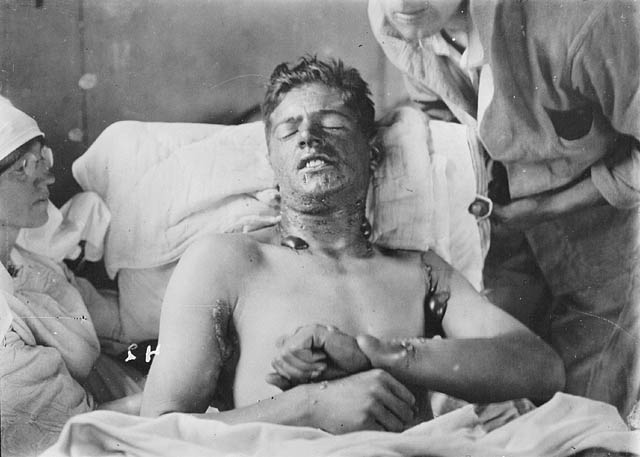
Soldat de la Primera guerra Mundial afectat pel gas mostassa que és un poderós agent vesicant

Un agent vesicant és un compost químic que causa irritació i dolor greu en la pell, els ulls i la mucosa. Causa greus cremades químiques que causen butllofes plenes de fluid en els cossos dels afectats. Aquest terme sovint es refereix a un dels efectes de les armes químiques com pot ser el gas mostassa. Algunes substàncies naturals com la cantaridina també són agents vesicants. Els vesicants poden tenir també un ús en medicina però poden ser fatals si s'ingereixen fins i tot en petites quantitats.